# 요한네스 뤼드베리

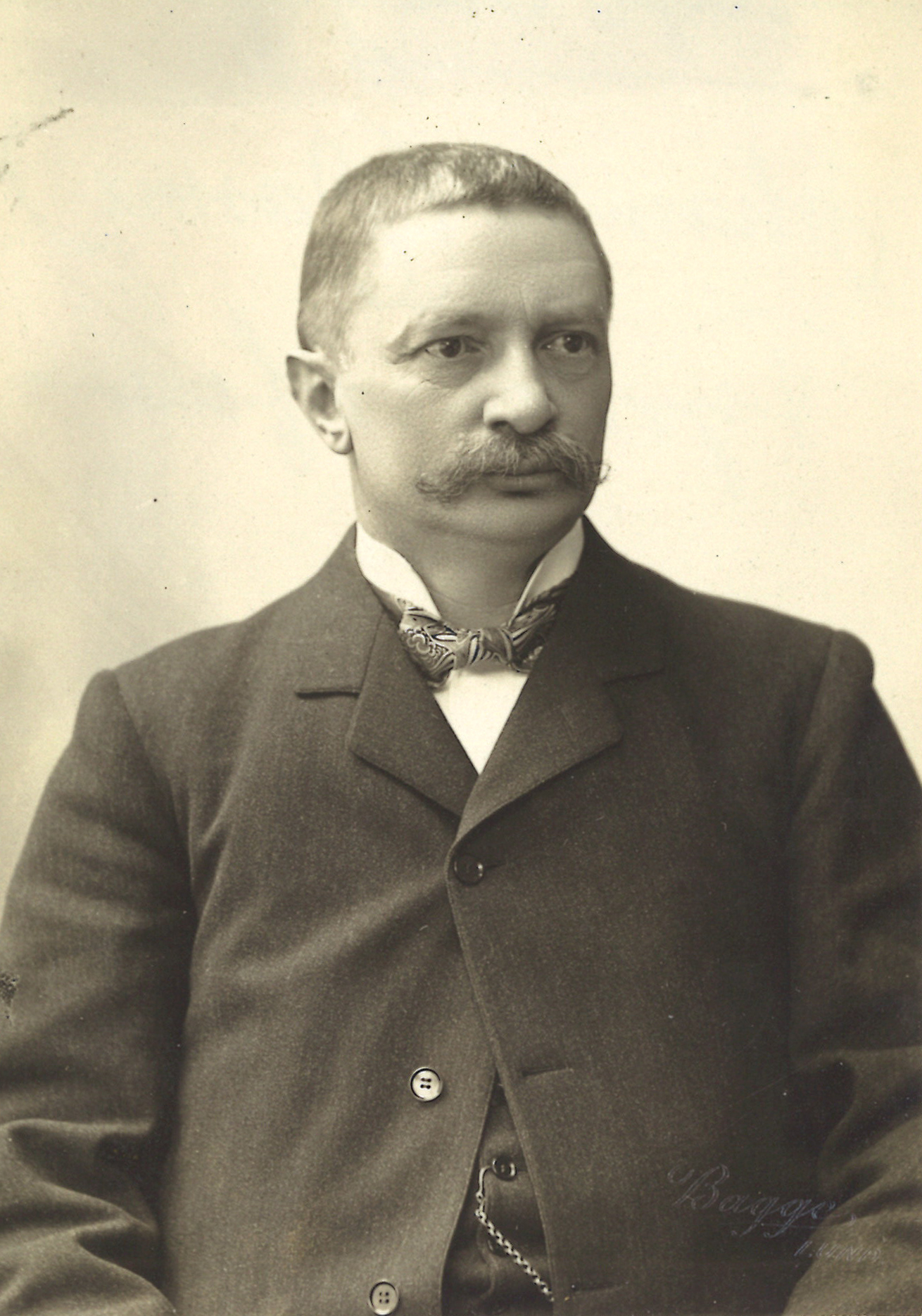
요한네스 뤼드베리

요한네스 로베르트 뤼드베리(스웨덴어: Johannes Robert Rydberg, 1854년 11월 8일 ~ 1919년 12월 28일)는 스웨덴의 물리학자이다. 수소 원자가 방출하는 광자의 파장을 예측하는 뤼드베리 공식으로 알려져 있다.